# 刺客信条III：暴君华盛顿
《刺客信条III：暴君华盛顿》（英語：Assassin's Creed III: The Tyranny of King Washington）是《刺客信条III》的可下载内容资料片。《刺客信条III：暴君华盛顿》共分3章（The Infamy、The Betrayal、The Redemption），並於2013年2月至4月期间陸續發佈。2019年3月29日发布的《刺客信条 III 重制版》中也包含《刺客信条III：暴君华盛顿》。遊戲中玩家將操控主角打败美利坚合众国国王乔治·华盛顿。

## 劇情
美國獨立戰爭结束后的某天，乔治·华盛顿秘密会见了康纳（Ratonhnhaké:ton），向他透露在伊甸苹果的控制下出現了某種夢幻時空。忧心忡忡的康纳试图夺走苹果，却被传送进由华盛顿噩梦构成的平行时空。在这个平行时空中，康纳从未成为刺客，母亲卡涅齐欧依然在世，父亲海尔森·肯维多年前就已离世，而华盛顿自封为美国國王。
当卡涅齐欧试图盗取华盛顿的力量源泉——顶端嵌着苹果的权杖——失败后，暴怒的华盛顿派军队清剿她和康纳的部落。绝望中，部落女族长熬制了"大柳树茶"，这种茶饮能赋予强大力量但卻有严重的副作用。卡涅齐欧禁止康纳饮用，转而将海尔森遗留的袖剑赠予他。华盛顿军队来袭时，包括卡涅齐欧在内的大部分族人都遭屠戮，康纳则被权杖压制后遭华盛顿枪击。经女族长救治康复后，康纳在她的坚持下勉强饮下药茶，获得了隐形和召唤幽灵狼的能力。女族长后来在班尼狄·阿諾的突袭中遇害，康纳手刃仇敌。垂死的班尼狄·阿諾透露自己一直被华盛顿控制著，并指引康纳去寻找班哲文·富蘭克林。
康纳又被伊斯雷尔·帕特南俘虏並被押往波士顿处决，但成功逃脱。期間他与儿时玩伴卡涅托肯重逢，后者當時正效力于塞缪尔·亚当斯领导的抵抗组织。得知多次饮用药茶能获得新能力后，康纳再次饮用，获得了化身为鹰的力量。他找到富兰克林并解除其精神控制，富兰克林随即答应协助对抗华盛顿。然而伊斯雷尔·帕特南的部队伏击杀害了塞缪尔·亚当斯和多数反抗军。别无选择的康纳与富兰克林夺船逃离波士顿，面对挟持卡涅托肯的伊斯雷尔·帕特南，康纳击杀伊斯雷尔·帕特南救出卡涅托肯。三人随即駛向正在建造金字塔的纽约。
临近纽约时，华盛顿的海军击沉了他们的船只。卡涅托肯为保护富兰克林而被殺，康纳最后一次饮用药茶获得巨熊之力。他们遇到托马斯·杰斐逊率领的另一支反抗军正在进攻金字塔。华盛顿发表演说，扬言要入侵英格兰並奴役其人民。最终康纳成功煽动全城起义。借助富兰克林的特制钥匙，康纳潜入金字塔与华盛顿决战并取胜。就在康纳触及权杖的瞬间，两人被传送回原时间线。
被苹果力量嚇怕的华盛顿将其交给康纳处置后离去。当华盛顿独自在办公室时，一位神秘人提议他加冕为王以巩固新生国家。亲历幻境的华盛顿断然拒绝。随着康纳将苹果沉入大海，神秘人又消失了。

## 評價
| 游戏 | Metacritic                     |
| ---- | ------------------------------ |
| 惡名 | (PS3) 75/100 (Xbox 360) 73/100 |
| 背叛 | (PS3) 65/100 (Xbox 360) 67/100 |
| 惡名 | (PS3) 70/100 (Xbox 360) 63/100 |